# Anarhynchus
Anarhynchus je rod dlouhokřídlých ptáků z čeledi kulíkovití.

## Systematika
Rod vytyčili francouzští přírodovědci Jean René Constant Quoy a Joseph Paul Gaimard v roce 1832 coby monotypický rod pro kulíka křivozobého (Anarhynchus frontalis). Název rodu pochází ze starořeckého ana- (ἀνα-, čili „pozpátku“) a rhunkhos (ῥυγχος, neboli „zobák“).
Tento rod byl po dlouhou dobu považován za monotypický a byl do něj řazen pouze kulík křivozobý. Studie z let 2015 a 2022 však potvrdily, že rod Charadrius byl polyfyletický a řada druhů z tohoto rodu byla příbuznější spíše s kulíkem křivozobým než s kulíkem písečným (Charadrius hiaticula), typovým druhem rodu Charadrius. Mezinárodní ornitologická komise proto přeřadila velkou řadu druhů z Charadrius do Anarhynchus. IOC World Bird List 14.2 rozeznával v rámci tohoto rodu následující druhy:
- Anarhynchus atrifrons (Wagler, 1829)
- Anarhynchus mongolus (Pallas, 1776) – kulík menší
- Anarhynchus leschenaultii (Lesson, 1826) – kulík větší
- Anarhynchus asiaticus (Pallas, 1773) – kulík kaspický
- Anarhynchus veredus (Gould, 1848) –  kulík rezavoprsý
- Anarhynchus frontalis Quoy & Gaimard, 1830 – kulík křivozobý
- Anarhynchus bicinctus (Jardine & Selby, 1827) – kulík dvoupruhý
- Anarhynchus obscurus (J.F. Gmelin, 1789) – kulík novozélandský
- Anarhynchus ruficapillus (Temminck, 1821) – kulík rezavotemenný
- Anarhynchus nivosus (Cassin, 1858) – kulík západní
- Anarhynchus pallidus (Strickland, 1853) – kulík krotký
- Anarhynchus marginatus (Vieillot, 1818) – kulík proměnlivý
- Anarhynchus peronii (Schlegel, 1865) – kulík malajský
- Anarhynchus alexandrinus (Linnaeus, 1758) – kulík mořský
- Anarhynchus javanicus (Chasen, 1938) – kulík jávský
- Anarhynchus thoracicus (Richmond, 1896) – kulík madagaskarský
- Anarhynchus pecuarius (Temminck, 1823) – kulík africký
- Anarhynchus sanctaehelenae (Harting, 1873) – kulík dlouhonohý
- Anarhynchus montanus (J.K. Townsend, 1837) – kulík pastvinný
- Anarhynchus alticola (von Berlepsch & Stolzmann, 1902) – kulík andský
- Anarhynchus falklandicus (Latham, 1790) – kulík falklandský
- Anarhynchus wilsonia (Ord, 1814) – kulík tlustozobý
- Anarhynchus collaris (Vieillot, 1818) – kulík třípásý